# Derk Jacob Clant

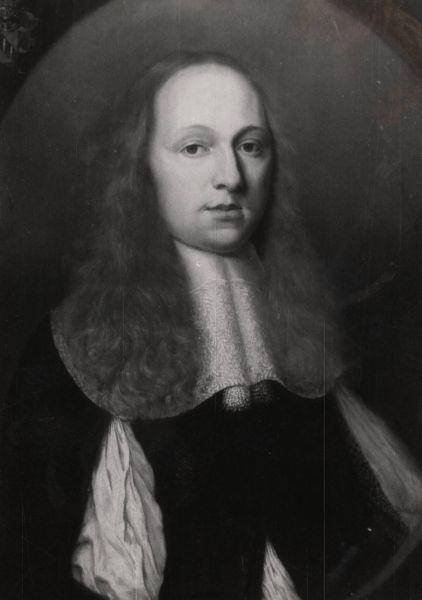
Derk Jacob Clant

Derk Jacob Clant van Juckema (Zandeweer, 12 januari 1638 - Hanckema, 10 april 1700) was een Nederlandse landjonker uit Groningen en hoofdeling op de Zeerijpse borg Juckema.
Derk werd geboren op de borg Scheltkema-Nijenstein als zoon van Edzard Jacob Clant (1584-1648) en Bauwina Coenders (1585-1667). Hij zelf was in 1660 getrouwd met Margaretha Josina Ripperda (1640-1670), dochter van Maurits Ripperda van Juckema (-1665) en Margaretha Clant, weduwe van Rudolph Schaffer. Derk en Margaretha hadden samen 6 kinderen: drie zonen en drie dochters.
Derk Clant was lid van Gedeputeerde Staten van Groningen, van de Staten-Generaal en van de Admiraliteit. Ook was hij luitenant van de Hoofdmannenkamer.
In 1675 kocht Derk Jacob de borg Hanckemaborg voor 25.500 gulden van Osebrand Jan Rengers, om hem een jaar later te gaan bewonen. Na de dood van Derk Jacob in 1700 bewoonde zijn zoon Maurits Clant de borg. Hij werd begraven in de Jacobuskerk in Zeerijp.